# Селищинське сільське поселення
Сели́щинське сільське поселення (рос. Селищинское сельское поселение) — муніципальне утворення у складі Краснослободського району Мордовії, Росія. Адміністративний центр — село Селищі.

## Населення
Населення — 577 осіб (2019, 669 у 2010, 730 у 2002).

## Склад
До складу поселення входять такі населені пункти:
| Населений пункт       | Населення, осіб (2002) | Населення, осіб (2010) |
| --------------------- | ---------------------- | ---------------------- |
| Нова Горяша, присілок | 5                      | 0                      |
| Селищі, село          | 718                    | 669                    |
| Тройні, присілок      | 7                      | 0                      |